# Groklaw
Groklaw is de weblog van Pamela Jones. De weblog is bekend geworden vanwege de verslaggeving van de rechtszaak tussen SCO en IBM en andere partijen. Jones ondertekent haar berichten met de initialen PJ.

## Weblog
De naam Groklaw is afkomstige van het door Robert Heinlein bedachte werkwoord 'to grok', hetgeen zoiets betekent als "iets volkomen begrijpen".
Groklaw belicht de ontwikkelingen op het gebied van IT vanuit de optiek van de vrije software beweging. Jones heeft als missie de ontwikkelaars van vrije software te voorzien van juridische kennis die nodig is om tegenstand vanuit de gevestigde commerciële hoek te weerstaan.
De weblog richtte zich in eerste instantie op de berichtgeving over de rechtszaak van SCO tegen IBM. Daarbij werden alle openbare stukken gepubliceerd en door PJ van commentaar voorzien, gelardeerd met jurisprudentie, analyses en kruisverwijzingen. De lezers van de site hebben de mogelijkheid om de artikelen van commentaar en eigen analyses te voorzien. Zo werd veelvuldig commentaar geleverd op de beweringen van SCO dat broncode uit Linux eigendom van SCO zou zijn. PJ en haar lezers hebben overtuigend aangetoond dat de broncodes al eerder vrij beschikbaar waren en dat de zaak van SCO dus op niets berustte.
Nu de zaak van SCO tegen IBM cs. op het einde loopt met wellicht een faillissement (ook becommentarieerd door PJ), belicht de site ook andere juridische ontwikkelingen, zoals de standaardisering van Office Open XML en auteursrechten zaken van de RIAA.
De informatie op de website zelf is beschikbaar onder een Creative Commons licentie.

## Pamela Jones
De persoon Pamela Jones (PJ) is omgeven door mysteries. Zij vermeldt zelf juridisch medewerker (paralegal) te zijn, maar verder bewaart zij het stilzwijgen over haar identiteit. Er is geen beeldmateriaal van haar beschikbaar en door verschillende partijen in de diverse rechtszaken is betoogd dat PJ niet één persoon is, maar een pseudoniem van de juridische afdeling van IBM.
Naast haar blog, publiceert ze ook regelmatig in diverse tijdschriften, zoals Linux Journal, LinuxWorld Magazine en Linux Today.

## Prijzen
De website heeft vele prijzen gekregen, zoals
- 2005 Best Blogger of the Year - Dana Blankenhorn, Corante[2]
- 2004 Best Website of 2004 - The Inquirer[3]
- 2004 Best Independent Tech Blog - TechWeb Network: Readers Choice Award
- 2004 Best Nontechnical or Community Website - Linux Journal: Editors' Choice Award
- 2003 Best News Site - OSDir.com: Editor's Choice Winner